# Kazimierz Fabrycy

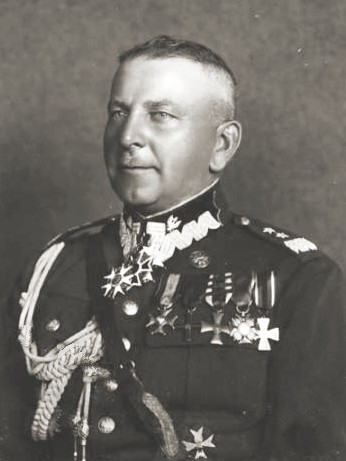
General Fabrycy

Kazimierz Fabrycy (* 3. März 1888 in Odessa, Gouvernement Cherson, Russisches Kaiserreich; † 18. Juli 1958 in London, Großbritannien) war ein polnischer Divisionsgeneral im Zweiten Weltkrieg. 1939 war er Oberbefehlshaber der Armee „Karpaten“.

## Leben
Fabrycy wurde 1888 in Odessa in der heutigen Ukraine als Sohn von Antoni Fabrycy und der Maria geborene Zera geboren. Nach dem Abschluss des Gymnasiums in Nemirow machte er eine einjährige Grundausbildung im Militärdienst der russischen Armee. Dann studierte er an der Polytechnischen Schule in Lemberg und an der Technischen Universität in München, wo er 1914 mit dem Titel eines Ingenieurs abschloss. Während seines Studiums nahm er aktiv an den Aktivitäten der polnischen Unabhängigkeitsorganisationen teil. Zwischen 1908 und 1910 war er Mitbegründer der Związek Walki Zbrojnej, der Union des bewaffneten Kampfes, einer Untergrund-Organisation, welche die polnische Unabhängigkeit anstrebte.
Im August 1914 trat er der in k.u.k. Diensten stehenden polnischen Legion in Galizien bei, wo er zunächst als Kompanieführer des 1. Regiments, dann als Stabsoffizier und Bataillonskommandeur im 2. und 3. Regiment diente. Ab dem 21. April 1918 diente er als Kommandant der polnischen Streitkräfte in Deblin. Am 1. November 1918 trat in die neu begründete polnische Armee ein, wo er das Kommando über das 4. Infanterieregiment erhielt. Im Dezember wurde er zum 34. Infanterieregiment versetzt und am 18. Januar 1919 zum stellvertretenden Inspektor der Infanterie-Schule ernannt. Seit dem 25. Juli war er Stabschef im Militärbezirk von Posen. Während des sowjetisch-polnischen Krieges kommandierte er nacheinander die 31., 20. und 22. Brigade und ab 21. Oktober 1921 wurde er zum Kommandeur der 3. Infanterie-Division in Zamosc ernannt.
Erstmals am 20. August 1926 und nochmals am 3. August 1931 wurde er zum stellvertretenden Kriegsminister ernannt. Seit 1934 war er Armeeinspektor mit Sitz in Lemberg.
Am 11. Juli 1939 wurde er zum Kommandeur der „Armia Karpaty“ ernannt. Nach Beginn des Überfalls auf Polen zeigten sich seine Führungsschwächen. Durch die vorzeitige Aufgabe des Dunajec-Abschnitts bei Tarnow wurde es relativ schwachen deutschen Einheiten möglich Lemberg zu bedrohen. Am 11. September wurden die Reste der Armee „Karpaty“ mit der „Armia Kraków“ zur neuen „Armia Malopolska“ vereinigt. Fabrycy wurde zum Kommandeur ernannt, er weigerte sich jedoch, das Kommando zu übernehmen und setzte sich mit seinen Truppenteilen in den Osten von Lemberg ab. Am 18. September überquerten die Reste seiner Truppen die Grenze nach Rumänien und wurden im Lager Băile Herculane interniert. Er verbrachte den Rest des Krieges im Nahen Osten. Nach dem Krieg ließ er sich in London nieder, wo er sich aktiv am politischen Leben der polnischen Auswanderer beteiligte.